# Tour du Poitou-Charentes 2007
Die 21. Tour International du Poitou-Charentes fand vom 28. bis 31. August 2007 statt. Das Radrennen wurde in fünf Etappen über eine Distanz von 670,7 Kilometern ausgetragen. Das Rennen ist Teil der UCI Europe Tour 2007 und ist in die Kategorie 2.1 eingestuft.

## Etappen
| Etappe    | Tag        | Start – Ziel                    | km       | Etappensieger        | Führender          |
| --------- | ---------- | ------------------------------- | -------- | -------------------- | ------------------ |
| 1. Etappe | 28. August | Ruelle-sur-Touvre – La Rochelle | 187,9    | Christopher Sutton   | Christopher Sutton |
| 2. Etappe | 29. August | La Rochelle – Cerizay           | 173,1    | Jauheni Hutarowitsch | Christopher Sutton |
| 3. Etappe | 30. August | Mauléon – Châtellerault         | 183,9    | Sébastien Chavanel   | Christopher Sutton |
| 4. Etappe | 31. August | Jaunay Clann – Jaunay Clann     | 20 (EZF) | Bradley Wiggins      | Thomas Voeckler    |
| 5. Etappe | 31. August | Futuroscope – Poitiers          | 105,8    | Jean-Eudes Demaret   | Thomas Voeckler    |